# Diane Modahl
Diane Modahl, z domu Edwards (ur. 17 czerwca 1966 w Manchesterze) – angielska lekkoatletka, specjalizująca się w biegach na średnich dystansach. Pochodzi z Manchesteru, natomiast jej rodzice pochodzą z Jamajki.

## Osiągnięcia
- Igrzyska Wspólnoty Narodów (1990, Auckland) – bieg na 800 m
- Igrzyska Wspólnoty Narodów (1986, Edynburg) – bieg na 800 m
- Igrzyska Wspólnoty Narodów (1998, Kuala Lumpur) – bieg na 800 m

Brała udział w czterech igrzyskach olimpijskich – w 1988 w Seulu, w 1992 w Barcelonie, w 1996 w Atlancie i w 2000 w Sydney.

## Skandal dopingowy
W 1994 roku jej kariera została przerwana. Została wtedy oskarżona o wspomaganie się środkiem dopingującym – testosteronem. Odesłano ją z Igrzysk Wspólnoty Narodów w Kanadzie, następnie otrzymała 4-letnią dyskwalifikację. Częściowo ze względu na znane przekonania religijne Modahl, przyjaciele ze świata sportu nie chcieli uwierzyć w jej winę, sama również nie przyznawała się do popełnienia czynu oświadczając, że jest niewinna i nigdy nie brała niedozwolonych substancji.
W 1995 roku Brytyjska Federacja Lekkoatletyczna zniosła zakaz po wątpliwościach, jakie padły na badania medyczne, ale całkowite oczyszczenie jej imienia z zarzutów zajęło jej kolejny rok.
Oskarżenie, że miała 42 razy więcej testosteronu niż narzuca norma zostało oddalone z powodu niewłaściwego potraktowania próbki moczu w portugalskim laboratorium.
Modahl musiała czekać do marca 1996 roku, gdy IAAF również przyjęła sprawozdanie i ponownie dopuściła ją do uczestnictwa w zawodach międzynarodowych. W tym samym roku podjęła ponowne starty.

## Inne
W 2004 roku Modahl wystąpiła w trzeciej serii telewizyjnego reality show I'm a Celebrity... Get Me Out of Here!. W 2007 roku została mianowana oficjalnym ambasadorem rozwoju sportu młodzieżowego organizacji StreetGames, która umożliwia rozwój młodym ludziom znajdującym się w trudnej sytuacji z wielu regionów Wielkiej Brytanii.